# Georgensgmünd
Georgensgmünd is een gemeente in de Duitse deelstaat Beieren, en maakt deel uit van het Landkreis Roth.
Georgensgmünd telt 6.747 inwoners.
Abenberg · Allersberg · Büchenbach · Georgensgmünd · Greding · Heideck · Hilpoltstein · Kammerstein · Rednitzhembach · Rohr · Roth · Röttenbach · Spalt · Schwanstetten · Thalmässing · Wendelstein